# 京都・まちづくり市民会議
京都・まちづくり市民会議（きょうとまちづくりしみんかいぎ）は、京都市域を中心とした都市問題や環境問題にかかわる住民運動の連絡組織である。

## 概要
1980年代に京都の景観の改変が大きな社会問題化した際に、「ストップ・ザ・京都破壊市民連絡会議」として発足、のちに「京都・まちづくり市民会議」と称している。高層マンション建設反対運動・高速道路建設反対運動・自然環境を護る運動などを全市的に束ねる連絡組織である。これらの住民運動と労働運動をつなぐ役割を果たしているところに特徴がある。労働運動では、京都総評をはじめとりわけ京都市職労・京都府職労・京都自治労連など、自治体の労働組合が中心的な役割を果たしている。また弁護士や建築家・研究者など、開発・環境問題にかかわる専門家も中心メンバーとなっている。
景観や環境を守る活動の成果は、景観法を機とする2007年の京都市における新景観政策に結実した。